# Adab
Adab var en stad i Sumer ungefär en dags resa åt sydost från Nippur. Arkeologiska fynd har visat att staden låg vid nuvarande Bismaya i Irak.
Adab omnämns i den sumeriska texten "Inanna nedstiger till dödsriket" och det står i texten att det i Adab skall ha legat ett tempel vid namn E-shar och templet skall ha varit dedikerat till Inanna. I texten "Dumuzids dröm" har Dumuzid (Kung av Uruk) en mardröm om att han blir störtad av en hord hungriga män från Sumers större städer. Adab är en av städerna som namnges. En sumerisk komedi bär namnet "Tre oxdrivare från Adab".
Mesilim, kung av Kish (cirka 2500 f.Kr.) verkar enligt hittade fragment vid Bismaya ha styrt över Adab under sin regeringstid.
Lugal-Anne-Mundu (kring 2500 f.Kr.) var enligt sumeriska kungalistan kung av Adab och senare källor berättar om hur han skall ha skapat ett stort imperium som sträckte sig från Elam till dagens Libanon. Detta imperium skall dock ha fallit samman vid hans död. Adab omnämns under samma tidsperiod av staten Ebla som en av deras handelspartners. Ebla kom dock att förgöras av okända makter under denna tidsperiod.
En marmorstaty föreställande en kung Lugal-daudu, Da-udu eller Lugaldalu har hittats under utgrävningarna vid Bismaya. Denna kung omnämns dock inte i några andra källor. Under utgrävningar hittades även tegelstämplar som tyder på att Naram-Suen (kung av Akkad, cirka 2254–2218 f.Kr.) byggt ett tempel tillägnat Inanna i Adab. Spår av templet har ej hittats och det är oklart om det tempel som omnämns är E-shar.
Under tredje Ur-dynastin skall Ur ha tillsatt flera guvernörer av Abad. Inga arkeologiska fynd från denna eller efterkommande perioder har hittills hittats. Abad omnämns för sista gången i Hammurabis lagar skrivna cirka 1754 f.Kr. Adab tros ha övergivits kring denna period, varför är ännu ej känt.